# Armen Nazaryan
Armen Nazaryan (n. 9 martie 1974, Masis, Republica Sovietică Socialistă Armeană, URSS) este un luptător ce a reprezentat Armenia, medaliat olimpic. A participat la 4 ediții ale Jocurilor Olimpice (1996, 2000, 2004, 2008) în care a câștigat două medalii de aur și o medalie de bronz.